# Modameedipalle
Modameedipalle es una ciudad censal situada en el distrito YSR en el estado de Andhra Pradesh (India). Su población es de 11397 habitantes (2011). Se encuentra a 47 km de Kadapa.

## Demografía
Según el censo de 2011 la población de Modameedipalle era de 11397 habitantes, de los cuales 5743 eran hombres y 5654 eran mujeres. Modameedipalle tiene una tasa media de alfabetización del 65,09%, inferior a la media estatal del 67,02%: la alfabetización masculina es del 75,53%, y la alfabetización femenina del 54,59%.